# The Magazine of Fantasy and Science Fiction
The Magazine of Fantasy and Science Fiction, eller Fantasy & Science Fiction, är en amerikansk tidskrift för fantasy och science fiction. Den har publicerats sedan 1949.